# Łukasz Bolesławowicz Świrski
Łukasz Bolesławowicz Świrski herbu Lis (zm. w 1593 roku) – marszałek hospodarski w 1565 roku, dworzanin hospodarski, pisarz wojewody wilenskiego Mikołaja Radziwiłła Czarnego, dzierżawca krewski.
Jako przedstawiciel Wielkiego Księstwa Litewskiego podpisał akt unii lubelskiej 1569 roku.